# Deutsche Freie-Partie-Meisterschaft 1965/66
Die Deutsche Freie-Partie-Meisterschaft 1965/66 ist eine Billard-Turnierserie und fand vom 16. bis zum 19. Dezember 1965 in Berlin zum elften Mal statt.

## Geschichte
Nach dem sensationellen Sieg von Matthias Metzemacher im Vorjahr gab es in Berlin wieder eine Überraschung. Nicht die hochgewetteten Favoriten Dieter Müller, Siegfried Spielmann und Günter Siebert, sondern der Klubkamerad von Müller, Hartmut Burwig, gewann diese Meisterschaft. Er musste nur zwei Niederlagen gegen Peter Sporer in vier und gegen den Titelverteidiger Metzemacher in 22 Aufnahmen, was auch die schlechteste Partie der Meisterschaft war, in diesem Turnier hinnehmen. Bis zum letzten Durchgang konnten noch vier Spieler den Titel gewinnen. Durch diesen Erfolg hat sich Burwig für die Europameisterschaft in Kairo qualifiziert. In einem sehr ausgeglichenem Turnier, in dem die Jugend Ausrufungszeichen setzte, wurde Müller mit dem besten Turnierdurchschnitt Zweiter. Große Erwartungen in der Freien Partie wurden von Experten Günter Siebert aus Unna für die Zukunft vorausgesagt. Er belegte am Ende den dritten Platz.

## Modus
Gespielt wurde im Round-Robin-Modus bis 500 Punkte. Die Endplatzierung ergab sich aus folgenden Kriterien:
1. Matchpunkte
2. Generaldurchschnitt (GD)
3. Höchstserie (HS)

## Abschlusstabelle
| MP    | Match Points (Sieger = 2; Unentschieden = 1; Verlierer = 0) |
| Pkte. | Erzielte Karambolagen                                       |
| Aufn. | Benötigte Versuche                                          |
| GD    | Generaldurchschnitt                                         |
| BED   | Bester Einzeldurchschnitt eines Spielers                    |
| HS    | Höchstserie                                                 |
|       | Bester GD des Turniers                                      |
|       | Bester ED des Turniers                                      |
|       | Beste HS des Turniers                                       |
|       | 1. Platz (Gold)                                             |
|       | 2. Platz (Silber)                                           |
|       | 3. Platz (Bronze)                                           |

| Klassement                 | Klassement                               | Klassement | Klassement | Klassement | Klassement | Klassement | Klassement |
| Platz                      | Name                                     | MP         | Pkte.      | Aufn.      | GD         | BED        | HS         |
| -------------------------- | ---------------------------------------- | ---------- | ---------- | ---------- | ---------- | ---------- | ---------- |
| 1                          | Hartmut Burwig (Berlin)                  | 12:4       | 3507       | 56         | 62,62      | 250,00     | 482        |
| 2                          | Dieter Müller (Berlin)                   | 10:6       | 2949       | 28         | 105,32     | 250,00     | 481        |
| 3                          | Günter Siebert (Unna)                    | 10:6       | 2605       | 39         | 66,79      | 166,66     | 492        |
| 4                          | Siegfried Spielmann (Düsseldorf)         | 8:8        | 2990       | 30         | 99,66      | 250,00     | 489        |
| 5                          | Peter Sporer (München)                   | 8:8        | 2734       | 53         | 51,58      | 125,00     | 428        |
| 6                          | Dieter Wirtz (Düsseldorf)                | 8:8        | 3140       | 64         | 49,06      | 250,00     | 498        |
| 7                          | Klaus Hose (Bochum)                      | 8:8        | 2407       | 53         | 45,41      | 100,00     | 467        |
| 8                          | Matthias Metzemacher (Bergisch Gladbach) | 4:12       | 1966       | 57         | 34,49      | 166,66     | 401        |
| 9                          | Günther Jankowiak (Duisburg)             | 4:12       | 1541       | 46         | 33,50      | 83,33      | 263        |
| Turnierdurchschnitt: 56,89 |                                          |            |            |            |            |            |            |